# Enrique Álvarez

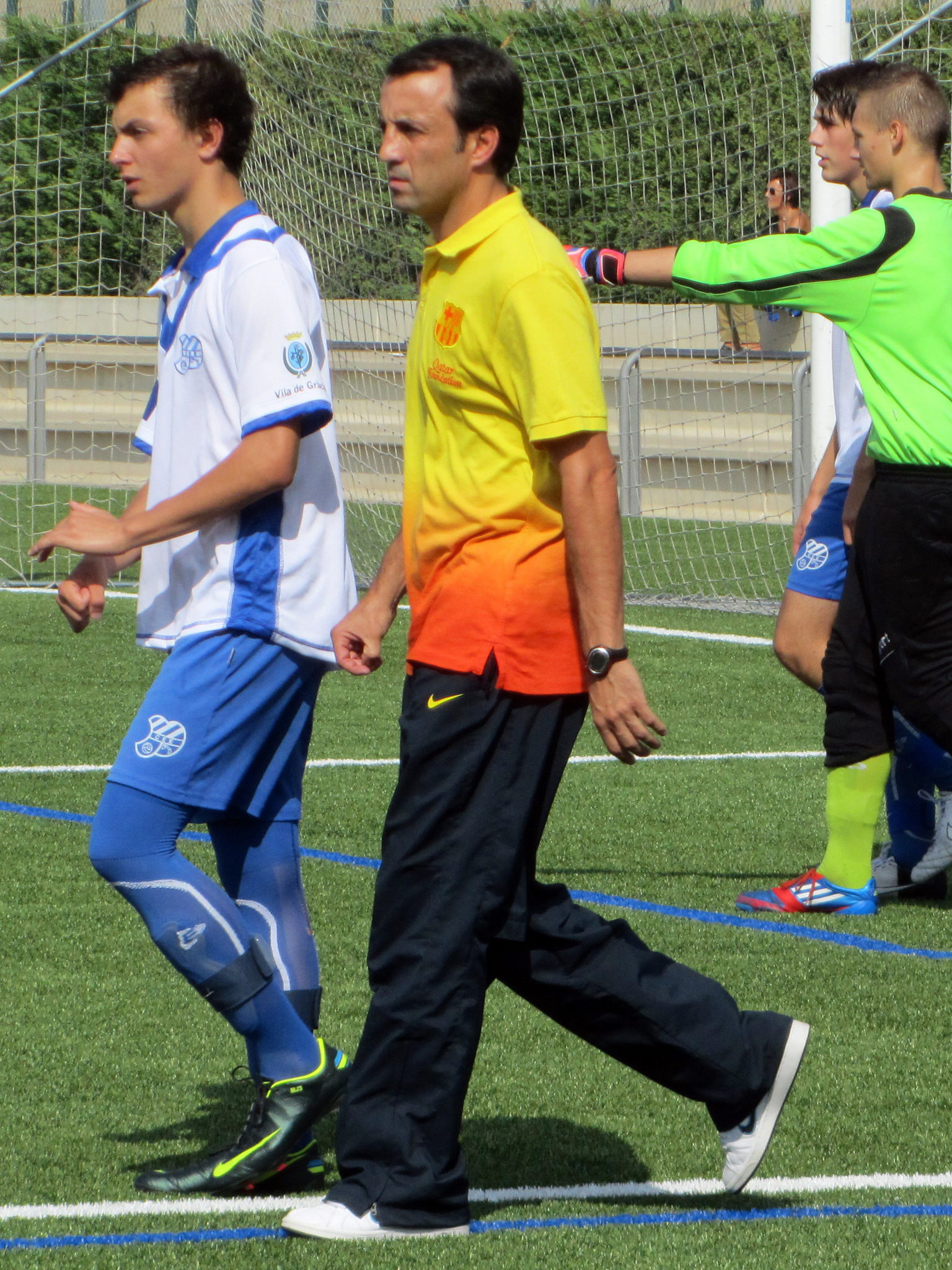
Enríque Álvarez

Enrique Álvarez Sanjuan (Vigo, 20 juli 1975), voetbalnaam Quique Álvarez, is een Spaans voetbalcoach en voormalig voetballer. Hij is met name bekend als verdediger van Villarreal CF. Zijn vader Enrique Álvarez Costas en jongere broer Óscar Álvarez waren eveneens als profvoetballer actief.

## Loopbaan als voetballer

### Clubvoetbal
Quique Álvarez begon in 1993 met clubvoetbal in de cantera (jeugdopleiding) van FC Barcelona. In 1994 won hij met Juvenil A, het hoogste jeugdelftal van de club, de Copa del Rey Juvenil ten koste van Real Madrid (2-1). Op 3 september 1995 debuteerde de verdediger onder coach Johan Cruijff in het eerste elftal in de competitiewedstrijd tegen Real Valladolid. Bij Barça wist Quique Álvarez echter nooit door te breken en via CD Logroñés (1997-1998) en UE Lleida (1998-2000) kwam de verdediger in 2000 bij Villarreal CF. Bij deze club groeide Quique Álvarez uit tot een vaste waarde en aanvoerder. Met Villarreal CF leverde hij zowel nationaal als internationaal goede prestaties met het behalen van de halve finale van de UEFA Cup (2004), een derde plaats in de Primera División (2005) en het behalen van de halve finale van de UEFA Champions League (2006). In 2007 vertrok Quique Álvarez naar Recreativo Huelva, waar hij in 2009 zijn loopbaan als profvoetballer afsloot.

#### Statistieken
| seizoen | club           | land   | competitie         | wed. | goals |
| ------- | -------------- | ------ | ------------------ | ---- | ----- |
| 1994/95 | FC Barcelona B | Spanje | Segunda División A | 34   | 0     |
| 1995/96 | FC Barcelona B | Spanje | Segunda División A | 5    | 0     |
| 1995/96 | FC Barcelona   | Spanje | Primera División   | 1    | 0     |
| 1996/97 | FC Barcelona B | Spanje | Segunda División A | 17   | 0     |
| 1997/98 | CD Logroñés    | Spanje | Segunda División A | 16   | 0     |
| 1998/99 | UE Lleida      | Spanje | Segunda División A | 37   | 0     |
| 1999/00 | UE Lleida      | Spanje | Segunda División A | 37   | 0     |
| 2000/01 | Villarreal CF  | Spanje | Primera División   | 33   | 2     |
| 2001/02 | Villarreal CF  | Spanje | Primera División   | 35   | 1     |
| 2002/03 | Villarreal CF  | Spanje | Primera División   | 30   | 0     |
| 2003/04 | Villarreal CF  | Spanje | Primera División   | 29   | 2     |
| 2004/05 | Villarreal CF  | Spanje | Primera División   | 24   | 0     |
| 2005/06 | Villarreal CF  | Spanje | Primera División   | 21   | 0     |
| 2006/07 | Villarreal CF  | Spanje | Primera División   | 11   | 0     |

### Nationaal elftal
Quique Álvarez speelde in de Spaanse jeugdelftallen. Hoewel hij werd geboren in Galicië, groeide Quique Álvarez op in Catalonië. Hierdoor speelde hij tussen 1997 en 2004 ook negen interlands voor het Catalaans elftal.

## Loopbaan als coach
In 2009 werd Quique Álvarez assistent-trainer bij de jeugdelftallen van FC Barcelona, in eerste instantie samen met Francisco Javier García Pimienta en later met Òscar García. In 2011 won hij met de Juvenil A het regionale kampioenschap, de Copa de Campeones en de Copa del Rey Juvenil. In het seizoen 2015-2016 werd Quique Álvarez coach van de Juvenil B.